# Wereldkampioenschap voetbal 2022 (achtste finale) Marokko - Spanje
Dit artikel gaat over de wedstrijd in in de achtste finales van het wereldkampioenschap voetbal 2022 tussen Marokko en Spanje die gespeeld werd op dinsdag 6 december 2022 in het Education Citystadion te Ar Rayyan. Het duel was de zevende wedstrijd van de achtste finales van het toernooi.
Na 120 minuten spelen stond het 0–0, waarna Marokko via strafschoppen met 3–0 won en zich voor haar eerste keer in de geschiedenis plaatste voor een kwartfinale van een WK.

## Voorafgaand aan de wedstrijd
- Spanje is eenvoudig wereldkampioen (2010), Marokko kwam nooit verder dan de achtste finales (1986)
- Marokko werd groepswinnaar van groep F en Spanje werd tweede achter Japan in groep E
- Marokko is nog ongeslagen op dit WK, Spanje verloor van Japan (1–2)

## Wedstrijddetails
| Datum                | 6 december 2022                  | 6 december 2022                  |
| Wedstrijdnummer      | 55                               | 55                               |
| Stadion              | Education Citystadion, Ar Rayyan | Education Citystadion, Ar Rayyan |
| Toeschouwers         | 44.667                           | 44.667                           |
| Scheidsrechter       | Fernando Rapallini               | Fernando Rapallini               |
| Man van de wedstrijd | Yassine Bounou                   | Yassine Bounou                   |

| Marokko | 0 – 0         | Spanje |
| | goals         | |
| Sabiri Ziyech Benoun Hakimi | strafschoppen | Sarabia Soler Busquets |
| Walid Regragui | bondscoach    | Luis Enrique |
| Bounou Achraf Hakimi Noussair Mazraoui 82' Nayef Aguerd 84' Romain Saïss Sofyan Amrabat Azzedine Ounahi 120' Selim Amallah 82' Hakim Ziyech Sofiane Boufal 66' Youssef En-Nesyri 82' | opstellingen  | Unai Simón 98' Jordi Alba Aymeric Laporte Sergio Busquets Marcos Llorente 63' Gavi Rodri 98' Dani Olmo Pedri 63' Marco Asensio 75' Ferran Torres |
| Abde Ezzalzouli 66' Abdelhamid Sabiri 82' Yahia Attiat-Allah 82' Jawed El-Yamiq 84' Badr Benoun 120'                                                                                 | wissels       | 63' Carlos Soler 63' Álvaro Morata 75' 118' Nico Williams 98' Álex Baldé 98' Ansu Fati 118' Pablo Sarabia                                        |
| Saïss 90' | gele kaarten  | 77' Laporte |
| |               | |